# Euroleague All-Decade Team
L'Euroleague All-Decade Team è un elenco di 10 cestisti, eletti come i migliori giocatori della Euroleague Basketball nel decennio 2000-2010. I nomi vennero scelti grazie ad un sondaggio svolto online (con oltre un milione di voti) e da una valutazione espressa da giornalisti del settore; i candidati scelti dalla Euroleague erano 50.

## All-Decade Team
| Nome                 | Nazione     |
| -------------------- | ----------- |
| Dejan Bodiroga       | Serbia      |
| Dīmītrīs Diamantidīs | Grecia      |
| J.R. Holden          | Stati Uniti |
| Šarūnas Jasikevičius | Lituania    |
| Trajan Langdon       | Stati Uniti |
| Juan Carlos Navarro  | Spagna      |
| Theodōros Papaloukas | Grecia      |
| Anthony Parker       | Stati Uniti |
| Ramūnas Šiškauskas   | Lituania    |
| Nikola Vujčić        | Croazia     |

## Candidati
- Fragkiskos Alvertīs
- David Andersen
- Gianluca Basile
- Maceo Baston
- Mike Batiste
- Tanoka Beard
- Sani Bečirovič
- Elmer Bennett
- Joseph Blair
- Dejan Bodiroga

- Marcus Brown
- Louis Bullock
- Dīmītrīs Diamantidīs
- Tyus Edney
- Alphonso Ford
- Antōnīs Fōtsīs
- Gregor Fučka
- Jorge Garbajosa
- Emanuel Ginóbili
- J.R. Holden

- Marko Jarić
- Šarūnas Jasikevičius
- Michalīs Kakiouzīs
- İbrahim Kutluay
- Jaka Lakovič
- Trajan Langdon
- Erazem Lorbek
- Arvydas Macijauskas
- Denis Marconato
- Terrell McIntyre

- Juan Carlos Navarro
- Andrés Nocioni
- Theodōros Papaloukas
- Anthony Parker
- Nikola Peković
- Pablo Prigioni
- Igor Rakočević
- Antoine Rigaudeau
- Arvydas Sabonis
- Luis Scola

- Derrick Sharp
- Ramūnas Šiškauskas
- Matjaž Smodiš
- Vasilīs Spanoulīs
- Tiago Splitter
- Dejan Tomašević
- Mirsad Türkcan
- David Vanterpool
- Miloš Vujanić
- Nikola Vujčić